# Trans-cyklookten
trans-Cyklookten je organická sloučenina se vzorcem [–(CH2)6CH=CH–], patřící mezi cykloalkeny. 
Cyklookten je nejnižším cykloalkenem, u kterého lze snadno izolovat jeho trans-izomer. Cis-izomer je mnohem stabilnější; energie kruhového napětí činí u trans-cyklooktenu 70 a u cis-izomeru 31 kJ/mol.
|                                        |                                             |
| cis-cyklookten v židličkové konformaci | (Rp)-trans-cyklookten v korunové konformaci |

Rovinné uspořádání uhlíkového řetězce by mělo příliš vysoké kruhové napětí a stabilní konformací trans-formy je tak ohnutý (tedy nerovinný) kruh. Výpočty naznačují, že nejstálejší je „korunová“ konformace, která má atomy uhlíku střídavě nad a pod rovinou kruhu. Položidličková konformace, s energií asi o 24 kJ/mol vyšší, má uhlíky 2,3,5,6, a 8 na jedné a uhlíky 1,4, a 7 na druhé straně.
Všechny konformace trans-cyklooktenu jsou chirální a jednotlivé enantiomery od sebe lze oddělit.
Jeden enantiomer lze teoreticky přeměnit na druhý bez štěpení vazeb, otočením celé skupiny –CH=CH– o 180°; jeden z vodíků by se ale musel posunou přes kruh.

## Příprava
trans-Cyklookten poprvé připravil Arthur C. Cope Hofmannovou eliminací z jodidu N,N,N-trimethylcyklooktylamonného. Reakcí vznikala směs cis a trans-izomeru, trans-izomer byl zachycen jako komplex s dusičnanem stříbrným. 
trans-Cyklookten lze oddělit od cis-izomeru i jinými způsoby, například (s téměř 100% výtěžkem) přeměnou cis-izomeru na 1,2-epoxycyklooktan a následnými reakcemi s difenylfosfidem lithným a jodmethanem; podobně lze získat i oba izomery cyklookta-1,4-dienu a cyklookta-1,5-dienu.
Je také známa přímá fotochemická cis–trans izomerizace. Rovnováha je výrazně posunuta k cis'-cyklooktenu, ale lze ji posunout k trans-produktu zachycováním stříbrnými ionty.

## Reakce
Dvojná vazba vytváří vyšší kruhové napětí, než kdyby stejně velký kruh obsahoval pouze jednoduché vazby; trans-izomer je reaktivnější než cis-izomer, například se na jeho dvojnou vazbu snadno adují tetraziny a za přítomnosti rutheniových iniciátorů se tato sloučenina polymerizuje.